# 張行成 (唐朝)
張行成（587年—653年10月10日），字德立，北平縣公，定州义丰县人，唐朝唐高宗时期的宰相。

## 生平
年幼时跟随劉炫学习，勤学不倦。劉炫对门生说：“行成体局方正，廊庙（朝廷官员）才也。”隋炀帝大业末年，察孝廉，为谒者台散从员外郎。王世充废黜皇泰主杨侗，为郑国皇帝，以張行成为度支尚书。
621年，王世充被唐朝击灭后，張行成以隋朝的资历补宋州（今河南省商丘市）谷熟县尉。应制举乙科，改陈仓县尉。吏部侍郎张锐向唐高祖推荐，高祖授張行成雍州富平县主簿，有能干的名声。任职期满，补殿中侍御史。弹劾不避权戚，唐太宗对宰相房玄龄说：“古今用人没有不通过别人介绍，而行成是朕自己发现的。”唐太宗在宴会上，提到山东（陕州以东）人、关中人时，常常有所区别。说：“天子四海为家，没有东西之别。如果有，将会被人看作偏狭。”唐太宗认为他说得对，赐名马一匹、钱十万、衣一袭。开始让張行成议论大政方针，累迁给事中。641年，转刑部侍郎。643年后，为太子少詹事，让他辅佐太子李治。645年，唐太宗征讨高句丽期间，他让太子在张行成的老家定州监国，张行成随高士廉等辅佐。太子对他说：“今天送公衣锦还乡。”令有司祭祀其先人坟墓。张行成推荐了几个同乡，太子以他们太老了，厚赐遣归。回京后为河南巡察大使，检校尚书左丞。
646年，唐太宗去靈州接见击败薛延陀后，归附的铁勒酋长。开始，要带太子一起去，张行成认为让太子在长安监国，锻炼执政能力更好，唐太宗同意了，进张行成之位为銀青光祿大夫。649年，唐太宗在翠微宮去世，托孤于长孙无忌和褚遂良。长孙无忌和褚遂良秘密将太子和皇帝的灵柩运送回京。张行成与高季辅扶立太子李治即位为唐高宗，高宗任命张行成为门下省侍中，兼刑部尚书，封北平县公，监修国史。
651年八月，拜张行成为尚书左仆射，652年，立太子李忠，加授张行成太子少傅。653年九月，张行成去世，高宗辍朝三日，赠开府仪同三司、并州都督，谥号定。唐高宗去世后，张行成配享高宗庙庭。

## 延伸阅读
[在维基数据编辑]
 在维基文库阅读此作者作品
 《舊唐書/卷78》，出自刘昫《舊唐書》
 《新唐書·卷104》，出自《新唐書》